# 世にも奇妙な物語 秋の特別編 (2017年)
『世にも奇妙な物語 秋の特別編』（よにもきみょうなものがたり あきのとくべつへん）は、2017年10月14日（土）21:00 - 23:10にフジテレビで放送された『世にも奇妙な物語』の特別編。

## 寺島

### あらすじ
漫画家の山崎は初連載が決まったのだがアシスタントが辞めてしまい、困っていたところ、担当編集者の江田の紹介で寺島ひなが現れた。山崎は寺島の横顔に惹かれ、スケッチを始める。そのうち寺島が小学生時代の友人の小林摩子の話をし出した。

### キャスト
- 寺島ひな - 吉岡里帆
- 山崎 - 峯田和伸
- 小林摩子 ‐ 大後寿々花
- 江田 - 福田温子

### スタッフ
- 原作 - カサギヒロシ「寺島」（ビッグスピリッツコミックス『逃走鉄馬バイソン』3巻所載）
- 脚本 - 中村樹基
- 演出 - 都築淳一

## フリースタイル母ちゃん

### あらすじ
細川房子は家庭に無関心な夫の正雄と無愛想になってきた康太の関係と、パート先での店長のセクハラとパワハラなどに悩まされていた。そんなある日、露天商の柏木に高級リップクリームを買わされる。パート先でそのリップクリームを塗ると、脳内にスクラッチ音が響き出し、店長をディスるようにプロ顔負けのラップを披露した。そうなったことで房子はそのリップクリームの名前が「RAP CREAM」だと知り、それを使ってラップで相手をディスるようになったが、康太がチャラいラッパーたちと一緒にいることを目撃した。

### キャスト
- 細川房子 - 中山美穂
- 大岩 - 浅利陽介
- 細川康太‐ 高木星来
- 露天商・柏木 - 古舘寛治
- 店長・春日 - 松尾諭
- チャラ男・田丸 - ANI
- DJ - DJ You太
- OL・美園 - 岩井七世
- 細川正雄 - いとうせいこう
- 細川清子 - 久松夕子

### スタッフ
- 脚本 - 森ハヤシ
- 演出 - 後藤庸介
- ラップ監修 - ACE

## 運命探知機

### あらすじ
「運命の人、運命の恋、永遠の愛」を信じきれない独身男性の和泉は、「運命探知機」という腕時計のようなものを拾う。探知機の音が鳴りやまなかったことで思わず装着したらベルトが勝手に巻き疲れてロックされ、「運命探知機ヲ起動シマス」のアナウンスが流れる。和泉は戸惑いながらも運命探知機の指示に従っている時にバケツで水をぶっかける女性の北澤が現れた事で、2人の恋が始まる。

### キャスト
- 和泉涼平 - 岩田剛典
- 北澤由紀 - 石橋杏奈
- 楢島浩太 - 浅香航大
- 豊田まどか - 玄理
- 田中隆 - 丸山智己
- 和泉拓斗 - 佐藤令旺
- 金持ちの男 - メクダシ・カリル

### スタッフ
- 脚本 - 三浦希紗
- 演出 - 城宝秀則

## 夜の声

### あらすじ
我堀英一は大手IT企業のCEOで、容赦ない冷徹さを持つ経営者。そんな彼ではあるが、ダンボールハウスに住むホームレスというもう一つの顔を持っていた。ある週末、ユリという女性を男たちから助けたことで、一緒に暮らすことになり、そのうち惹かれ合う。ユリと多くの時間を過ごしたい我堀は身分を隠したまま自分の会社に入ってほしいとユリに言う。ユリは入社し、ユリが我堀のもう一つの顔を知らないまま、我堀はプロポーズを考えた。

### キャスト
- 我堀英一 - 藤原竜也
- ユリ- 飯豊まりえ
- ケンちゃん ‐ 小市慢太郎

### スタッフ
- 原作 - 手塚治虫 『空気の底』収録 「夜の声」 (1968年初出/単行本1971年)
- 脚本 - 松井周
- 演出 - 河野圭太

## アバンストーリー「ががばば 新章」
世にも奇妙な物語の放映作品一覧#特別編を参照。

### キャスト
- 外村沙織（?）／本人 - 久慈暁子
- エリ - 伊藤沙莉
- 多香子 - 藤松祥子
- 刑事 - 近藤フク

### スタッフ
- 脚本・演出 - 後藤庸介